# 포트 미러링
포트 미러링(port mirroring)은 네트워크 스위치의 어떤 한 포트에서 보이는 모든 네트워크 패킷 혹은 전체 VLAN의 모든 패킷들을 다른 모니터링 포트로 복제하는데 사용된다. 포트 미러링은 주로 침입 탐지 시스템이나 패시브 프로브 또는 애플리케이션 성능 관리(Application Performance Management, APM)에 필요한 실사용자 모니터링(Real User Monitoring, RUM) 기술과 같이 네트워크 트래픽을 모니터링 해야하는 네트워크 장비들에서 사용된다. 포트미러링은 시스코 스위치에선 일반적으로 스위치 포트 분석기(Switched Port ANalyzer, SPAN) 혹은 원격 스위치 포트 분석기(Remote Switched Port ANalyzer, RSPAN)라 불린다. 다른 제조사들에서는 다른 이름으로 부르곤 하는데, 3Com의 경우 로빙 분석 포트(Roving Analysis Port, RAP)라 부른다.
네트워크 엔지니어/관리자는 포트 미러링을 네트워크상의 데이터를 분석 및 디버그하거나 오류를 진단하는데 사용한다. 포트 미러링은 또한 관리자가 네트워크 성능을 관찰하는데 도움을 주고, 문제가 발생했을 때 이를 알려준다. 또한 인바운드나 아웃바운드 트래픽 중 하나 혹은 전부를 하나 또는 여러개의 인터페이스로 미러링하는데 사용할 수 있다.

## 같이 보기
- VACL